# Ardingly College
Ardingly College est une école privée située à Ardingly dans le Sussex de l'Ouest en Angleterre.

## Histoire
L'école est fondée en 1858 par Nathaniel Woodard. Elle est membre de l'association Headmasters' and Headmistresses' Conference, qui réunit les 242 principales écoles privées du Royaume-Uni.

## Anciens élèves
- Ian Hislop
- Max Chilton
- Mike Hawthorn
- Terry-Thomas
- Neil Gaiman
- George Starr
- Charles Bryant
- Edward Sanders
- Stephen Oliver
- Sydney Allard